# Staatsmeisterschaft von Alagoas (Frauenfußball)
Die Staatsmeisterschaft von Alagoas für Frauenfußball (portugiesisch Campeonato Alagoano de Futebol Feminino) ist die seit 2009 von der Federação Alagoana de Futebol (FAF) ausgetragene Vereinsmeisterschaft im Frauenfußball des Bundesstaates Alagoas in Brasilien.
Die Staatsmeisterschaft wurde 2009 von der FAF etabliert um einen Teilnehmer für die in jenem Jahr erstmals ausgerichtete Copa do Brasil Feminino zu ermitteln. Seit 2017 wird über sie die Qualifikation für die brasilianischen Meisterschaft der Frauen entschieden, zuerst für deren zweite Liga (Série A2) und seit 2021 für die dritte Liga (Série A3). Alle bisherigen Titelträger sind in der Landeshauptstadt Maceió beheimatet. In den Jahren 2015 und 2016 wurde die Meisterschaft in Reminiszenz an die aus Alagoas stammende Weltfußballerin Marta als „Königin-Marta-Pokal“ (Copa Rainha Marta) ausgetragen.

## Meisterschaftshistorie

### Ehrentafel der Gewinner
| 0        |                      |
| 11 Titel | UD Alagoana          |
| 02 Titel | AA CESMAC            |
| 01 Titel | EC Alagoas CR Brasil |

### Chronologie der Meister
| Saison | Meister                                              | Vizemeister                                          | Torschützenkönigin                                                              |       |
| ------ | ---------------------------------------------------- | ---------------------------------------------------- | ------------------------------------------------------------------------------- | ----- |
| 2009   | EC Alagoas                                           | Universal FC                                         | ?                                                                               | [ 1 ] |
| 2010   | UD Alagoana                                          | EC Alagoas                                           | ?                                                                               |       |
| 2011   | AA CESMAC                                            | UD Alagoana                                          | ?                                                                               |       |
| 2012   | AA CESMAC                                            | UD Alagoana                                          | ?                                                                               |       |
| 2013   | UD Alagoana                                          | Universal FC                                         | ?                                                                               |       |
| 2014   | UD Alagoana                                          | Aliança Pilarense                                    | Jéssica César (UD Alagoana; 6)                                                  |       |
| 2015   | UD Alagoana                                          | CS Alagoano                                          | Jéssica César (UD Alagoana; 10)                                                 |       |
| 2016   | UD Alagoana                                          | CS Alagoano                                          | Brenda Woch (UD Alagoana; 10)                                                   |       |
| 2017   | UD Alagoana                                          | CS Alagoano                                          | Brenda Woch (UD Alagoana; 4) Zai (CR Brasil; 4) Bárbara Dantas (CS Alagoano; 4) |       |
| 2018   | UD Alagoana                                          | CS Alagoano                                          | Maxcaine (UD Alagoana; 9)                                                       | [ 2 ] |
| 2019   | UD Alagoana                                          | CS Alagoano                                          | Isabela Queiroz (UD Alagoana; 10)                                               |       |
| 2020   | Meisterschaft nicht ausgetragen (COVID-19-Pandemie). | Meisterschaft nicht ausgetragen (COVID-19-Pandemie). | Meisterschaft nicht ausgetragen (COVID-19-Pandemie).                            |       |
| 2021   | CR Brasil                                            | Acauã FC                                             |                                                                                 |       |
| 2022   | UD Alagoana                                          | Acauã FC                                             |                                                                                 | [ 3 ] |
| 2023   | UD Alagoana                                          | Acauã FC                                             | Nayara Couto (UD Alagoana; 11) Laís (UD Alagoana; 11)                           | [ 4 ] |
| 2024   | UD Alagoana                                          | AE Guarani de Paripueira                             | Jaqueline (UD Alagoana; 5) Laureen (UD Alagoana; 5)                             | [ 5 ] |